# Neetzow-Liepen
Neetzow-Liepen é um município da Alemanha, situado no distrito de Vorpommern-Greifswald, no estado de Mecklemburgo-Pomerânia Ocidental. Tem 43,18 km² de área, e sua população em 2019 foi estimada em 815 habitantes.
Foi criado em 1 de janeiro de 2014, após a fusão dos antigos municípios de Neetzow e Liepen.